# 4-й отдельный лыжный батальон Ленинградского фронта
4-й отдельный лыжный батальон Ленинградского фронта — воинская часть вооружённых сил СССР в Великой Отечественной войне.

## История
Батальон сформирован в Ленинграде в составе Ленинградского фронта в ноябре 1941 года.
В действующей армии с 25 ноября 1941 по 8 февраля 1942 года.
С 3 декабря 1941 года наступал в направлении от Войбокало к Погостью, действовал в лесах, на просёлочных дорогах, нападал на обозы и небольшие части противника, перерезал пути организованного отхода, подвоза боеприпасов и продовольствия.
8 февраля 1942 года обращён на доукомплектование 2-го отдельного лыжного полка и 311-й стрелковой дивизии.

## Подчинение
| Дата            | Фронт (округ)       | Армия      | Корпус | Примечания        |
| --------------- | ------------------- | ---------- | ------ | ----------------- |
| 01.12.1941 года | Ленинградский фронт | -          | -      | точных данных нет |
| 01.01.1942 года | Ленинградский фронт | 54-я армия | -      | -                 |
| 01.02.1942 года | Волховский фронт    | -          | -      | точных данных нет |